# 比利亚韦莱奥
比利亚韦莱奥，是西班牙拉里奥哈自治区的一个市镇。总面积89平方公里，总人口86人（2001年），人口密度1人/平方公里。